# AMG-3040

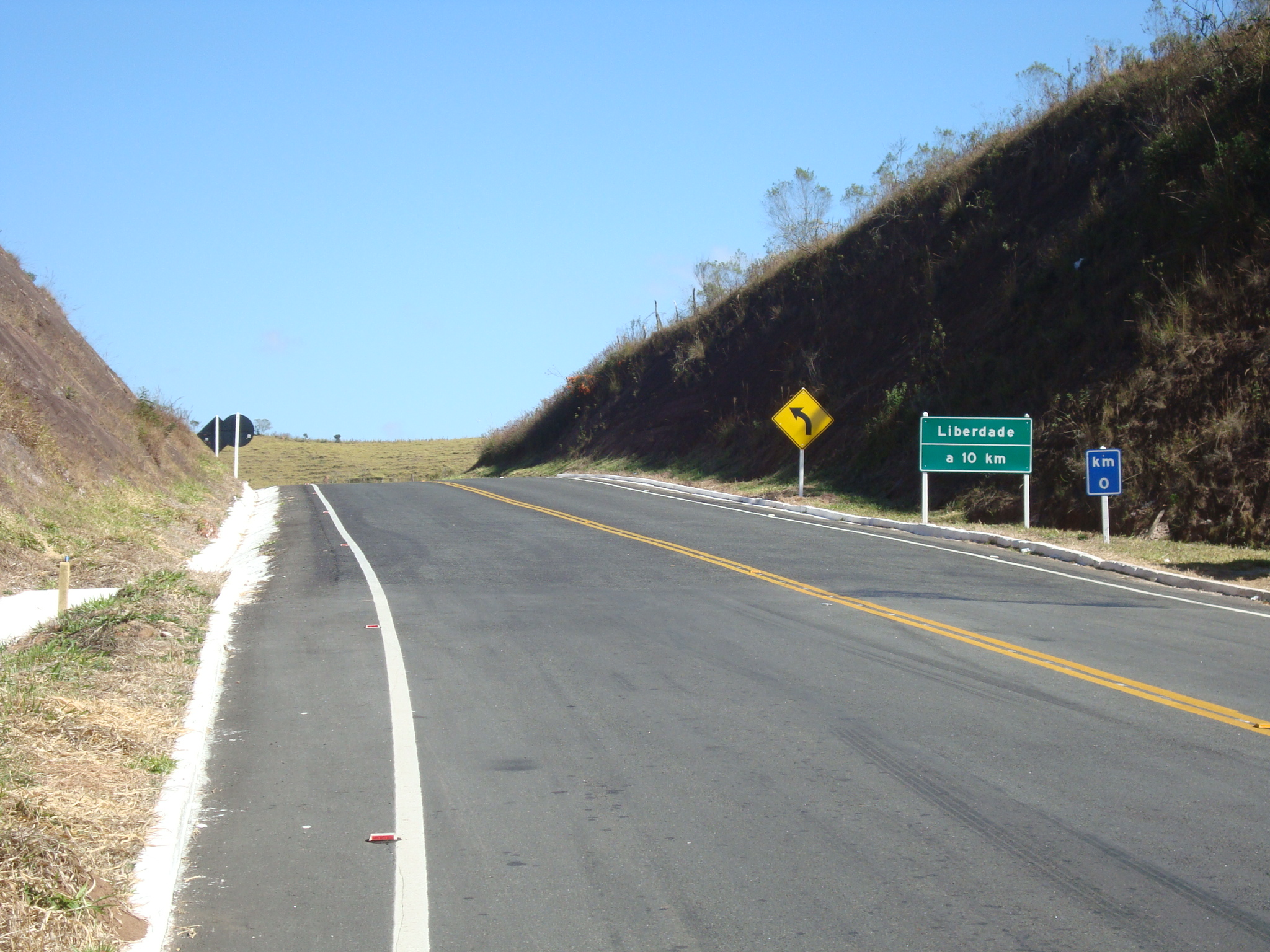
Trecho da rodovia AMG-3040 em Liberdade, próximo ao entroncamento com a BR-267.

AMG-3040 é uma rodovia brasileira do estado de Minas Gerais, localizada no município de Liberdade. A rodovia, que é pavimentada e tem 10 km de extensão, liga a BR-267 à sede do município.